# Darren Star
Darren Bennett Star (Potomac, 25 luglio 1961) è uno sceneggiatore, produttore cinematografico e regista statunitense, autore di molte serie tv di successo come Sex and the City, Beverly Hills 90210 e Melrose Place, co-prodotte assieme ad Aaron Spelling.

## Biografia
Darren è nato a Potomac, una città dello stato del Maryland. Sua madre era una scrittrice autonoma, suo padre un ortodontista. Più volte nominato e vincitore di 2 Emmy Awards per Sex and the City.

## Vita privata
Star ha delle residenze a New York e a Los Angeles; la principale si trova a Bel Air.

## Filmografia

### Produttore
- Beverly Hills 90210 (1990-2000)
- Melrose Place (1992-1999)
- Central Park West (1995-1996)
- Sex and the City (1998-2004)
- Grosse Pointe (2000-2001)
- Miss Match (2003)
- 90210 (2008-2013)
- Niños ricos, pobres padres (2009-2010)
- Melrose Place (2009-2010)
- Amiche nemiche (2012)
- Younger (2015-2021)
- Emily in Paris (2020-in corso)
- And Just Like That... (2021-in corso)
- Uncoupled (2022-in corso)